# Red Angels Innsbruck
Der Dameneishockeyclub Red Angels Innsbruck ist ein österreichischer Fraueneishockeyverein aus Innsbruck.

## Geschichte
Der Dameneishockeyclub Red Angels Innsbruck wurde 1998 auf Initiative von Michaela Juchum-Pasquazzo gegründet. Im Jänner 1999 nahm der Verein den Spielbetrieb in der höchsten österreichischen Fraueneishockeyliga – Dameneishockey-Bundesliga – und der Tiroler Meisterschaft auf. Zwei Mal in Folge – 1999 und 2000 – gewann die Red Angels den Tiroler Meistertitel. In der Bundesliga belegte der Verein in der ersten Saison hinter Villach und Wien den dritten Platz. In der zweiten Saison (1999/00) erreichten die Red Angels zwar noch die Play-offs, konnten sich aber hier gegen die Gipsy Girls Villach, den späteren Meister, nicht durchsetzen. In der Saison 2000/2001 verpasste das Team den Einzug in die Play-offs nur knapp.
Der größte Erfolg der Vereinsgeschichte ist der Gewinn der DEBL-Meisterschaft in der Saison 2005/06, ehe sich die Red Angels 2010 in die zweite Spielklasse, die DEBL2, zurückzogen. Dort gelang 2017 der erste Titelgewinn, gefolgt von weiteren Meisterschaften in den Spielzeiten 2018/19 und 2021/22.

## Platzierungen
| Saison  | DEBL        |
| ------- | ----------- |
| 1998/99 | Platz 3     |
| 1999/00 | Platz 4     |
| 2000/01 | Platz 5     |
| 2001/02 | Platz 5     |
| 2002/03 | Platz 5     |
| 2003/04 | Platz 7     |
| 2004/05 | Platz 5     |
| 2005/06 | Meister     |
| 2006/07 | Vizemeister |
| 2007/08 | Platz 7     |
| 2008/09 | Platz 8     |
| 2009/10 | Platz 8     |

| Saison  | DEBL2                         |
| ------- | ----------------------------- |
| 2010/11 | Vizemeister                   |
| 2011/12 | Platz 4                       |
| 2012/13 | Platz 2                       |
| 2013/14 | Platz 2                       |
| 2014/15 | Platz 6                       |
| 2015/16 | Platz 3                       |
| 2016/17 | Meister                       |
| 2017/18 | Platz 3                       |
| 2018/19 | Meister                       |
| 2019/20 | Platz 4                       |
| 2020/21 | Saison abgebrochen (COVID-19) |
| 2021/22 | Meister                       |
| 2022/23 | Platz 2                       |
| 2023/24 | Platz 2                       |

## Bekannte Spielerinnen
- Maria Senkowsky (Österreichische Nationalspielerin)